# زاوية الشيخ سيدي أحمد الركيبي (حوزة)
زاوية الشيخ سيدي أحمد الركيبي هي إحدى مشيخات المملكة المغربية، تتبع جغرافيا لإقليم السمارة وإداريًا لحوزة. يقدر عدد سكانها بـ 38 نسمة حسب الإحصاء الرسمي للسكان والسكنى لسنة 2004.